# 皮克定理

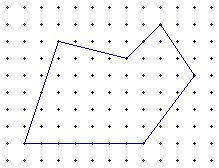

給定頂點座標均是整點（或正方形格子點）的簡單多邊形，皮克定理說明了其面積 {\displaystyle A} 和內部格點數目 {\displaystyle i} 、邊上格點數目 {\displaystyle b} 的關係：{\displaystyle A=i+{\frac {b}{2}}-1}。

## 證明
因為所有簡單多邊形都可切割為一個三角形和另一個簡單多邊形。考慮一個簡單多邊形 {\displaystyle P} ，及跟 {\displaystyle P} 有一條共同邊的三角形 {\displaystyle T} 。若 {\displaystyle P} 符合皮克公式，則只要證明 {\displaystyle P} 加上 {\displaystyle T} 的 {\displaystyle PT} 亦符合皮克公式（I），與及三角形符合皮克公式（II），就可根據數學歸納法，對於所有簡單多邊形皮克公式都是成立的。

### 多邊形
設 {\displaystyle P} 和 {\displaystyle T} 的共同邊上有 {\displaystyle c} 個格點。
- {\displaystyle P} 的面積： {\displaystyle i_{P}+{\frac {b_{P}}{2}}-1}
- {\displaystyle T} 的面積： {\displaystyle i_{T}+{\frac {b_{T}}{2}}-1}
- {\displaystyle PT} 的面積：

{\displaystyle (i_{T}+i_{P}+c-2)+{\frac {b_{T}-c+b_{P}-c+2}{2}}-1}
{\displaystyle =i_{PT}+{\frac {b_{PT}}{2}}-1}

### 三角形
證明分三部分：證明以下的圖形符合皮克定理：
1. 所有平行於軸線的矩形；
2. 以上述矩形的兩條鄰邊和對角線組成的直角三角形；
3. 所有三角形（因為它們都可內接於矩形內，將矩形分割成原三角形和至多3個第二點提到的直角三角形）。

#### 矩形
設矩形 {\displaystyle R} 長邊短邊各有{\displaystyle m},{\displaystyle n}個格點：
- {\displaystyle A_{R}=(m-1)(n-1)}
- {\displaystyle i_{R}=(m-2)(n-2)}
- {\displaystyle b_{R}=2(m+n)-4}

{\displaystyle i_{R}+{\frac {b_{R}}{2}}-1}
{\displaystyle =(m-2)(n-2)+(m+n)-2-1}
{\displaystyle =mn-(m+n)+1}
{\displaystyle =(m-1)(n-1)}

#### 直角三角形
易見兩條鄰邊和對角線組成的兩個直角三角形全等，且 {\displaystyle i} ,  {\displaystyle b} 相等。設其斜邊上有 {\displaystyle c} 個格點。
- {\displaystyle b=m+n+c-3}
- {\displaystyle i={\frac {(m-2)(n-2)-c+2}{2}}}

{\displaystyle i+{\frac {b}{2}}-1}
{\displaystyle ={\frac {(m-2)(n-2)-c+2}{2}}+{\frac {m+n+c-3}{2}}-1}
{\displaystyle ={\frac {(m-2)(n-2)}{2}}+{\frac {m+n-3}{2}}}
{\displaystyle ={\frac {(m-1)(n-1)}{2}}}

#### 一般三角形
逆运用前面对2个多边形的证明：
既然矩形符合皮克定理，直角三角形符合皮克定理。又前面证明到若P，T符合皮克公式，则 {\displaystyle P} 加上 {\displaystyle T} 的 {\displaystyle PT} 亦符合皮克公式。那么由于矩形可以分解成1个任意三角形和至多三个直角三角形。
于是显然有，只有当这个任意三角形也符合皮克定理的时候，才会使得在直角三角形符合的同时，矩形也符合。

## 推廣
- 取格點的組成圖形的面積為一單位。在平行四邊形格點，皮克定理依然成立。套用於任意三角形格點，皮克定理則是{\displaystyle A=2*i+b-2}。
- 對於非簡單的多邊形{\displaystyle P}，皮克定理{\displaystyle A=i+{\frac {b}{2}}-\chi (P)}，其中 {\displaystyle \chi (P)} 表示 {\displaystyle P} 的欧拉示性数。
- 高維推廣：Ehrhart多項式；一維：植樹問題。
- 皮克定理和歐拉公式（{\displaystyle V-E+F=2}）等價。

## 定理提出者
Georg Alexander Pick，1859年生於維也納，1943年死於特萊西恩施塔特集中營。

## 相關書籍
- 《格點和積》 閔嗣鶴著

## 外部連結
- 以皮克定理證明歐拉公式 （页面存档备份，存于）（英）
- 談求面積的 Pick 公式，蔡聰明 （页面存档备份，存于）
- http://www.cut-the-knot.org/ctk/Pick.shtml （页面存档备份，存于）